# Night Shifts (película)
Night Shifts es un cortometraje de comedia canadiense de 2020 escrito y dirigido por Finn Wolfhard, protagonizado por Billy Bryk y Artoun Nazareth.

## Sipnosis
Los amigos a veces se separan con el tiempo. De vez en cuando, se vuelven a conectar. No siempre bajo las circunstancias que pueden imaginar.
Un empleado de una tienda de conveniencia es asaltado a punta de pistola. El pistolero se revela a la audiencia y al empleado como un viejo amigo del empleado de la escuela secundaria.
Los dos se vuelven a conectar en el piso de la tienda. Mientras conversan, la policía aparece como resultado de que se presionó la alarma silenciosa.
Cuando entra el policía, él también es un viejo amigo tanto del empleado como del pistolero.

## Reparto
- Billy Bryk como Billy
- Artoun Nazareth como Artoun
- Malcolm Sparrow-Crawford como Elijah